# Melanodes anthracitaria
Melanodes anthracitaria är en fjärilsart som beskrevs av Achille Guenée 1858. Melanodes anthracitaria ingår i släktet Melanodes och familjen mätare. Inga underarter finns listade i Catalogue of Life.

## Bildgalleri

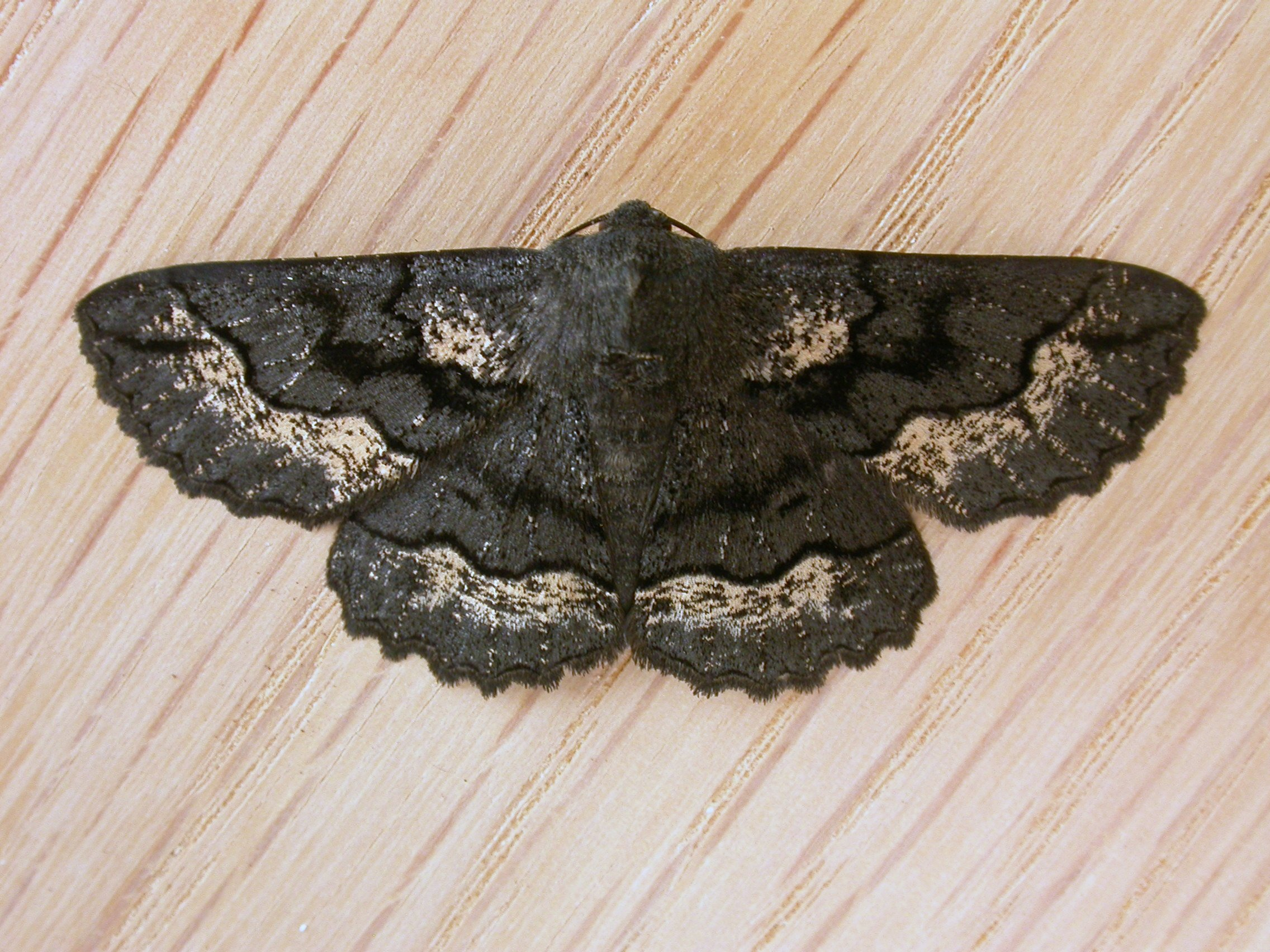
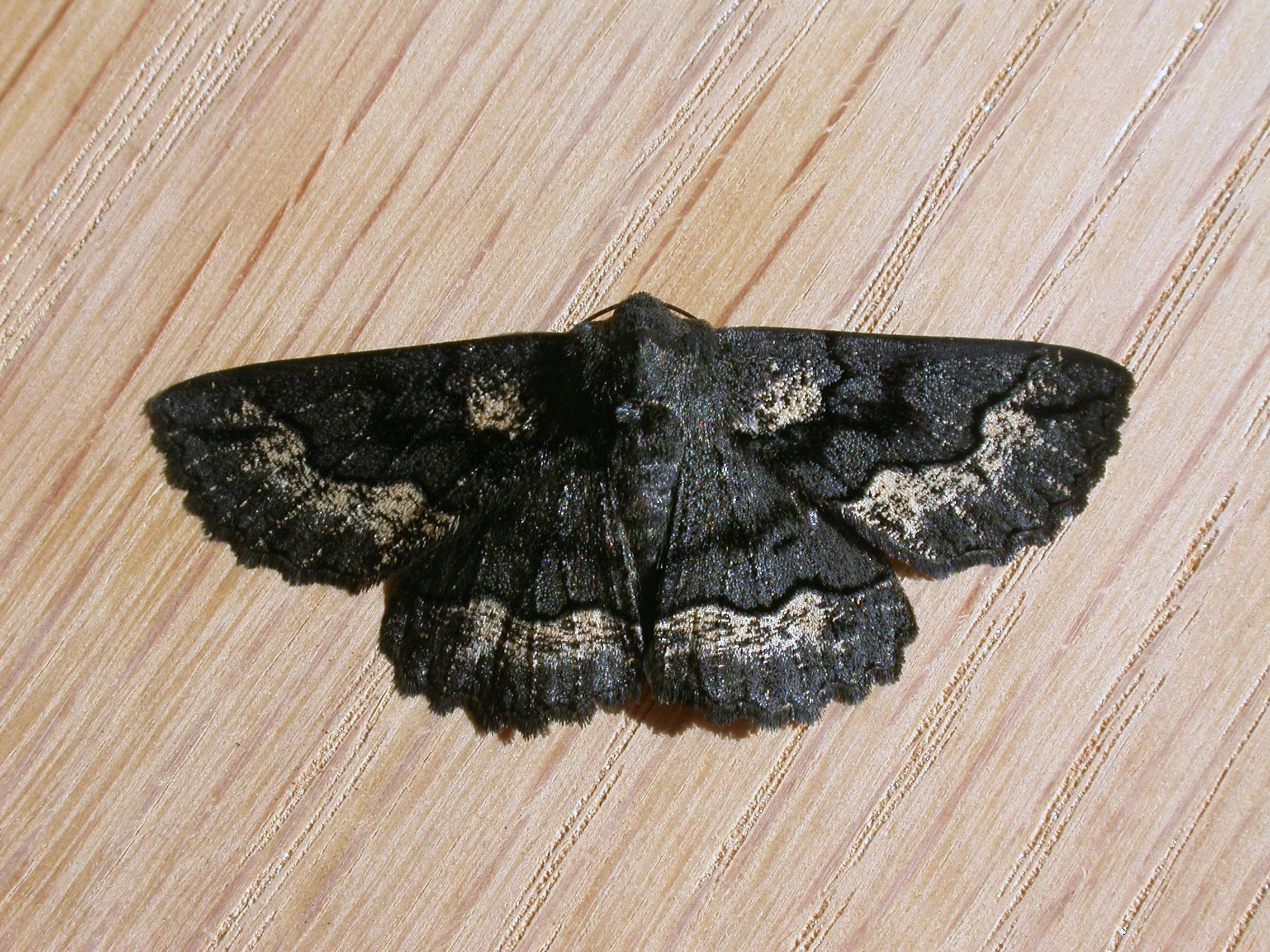
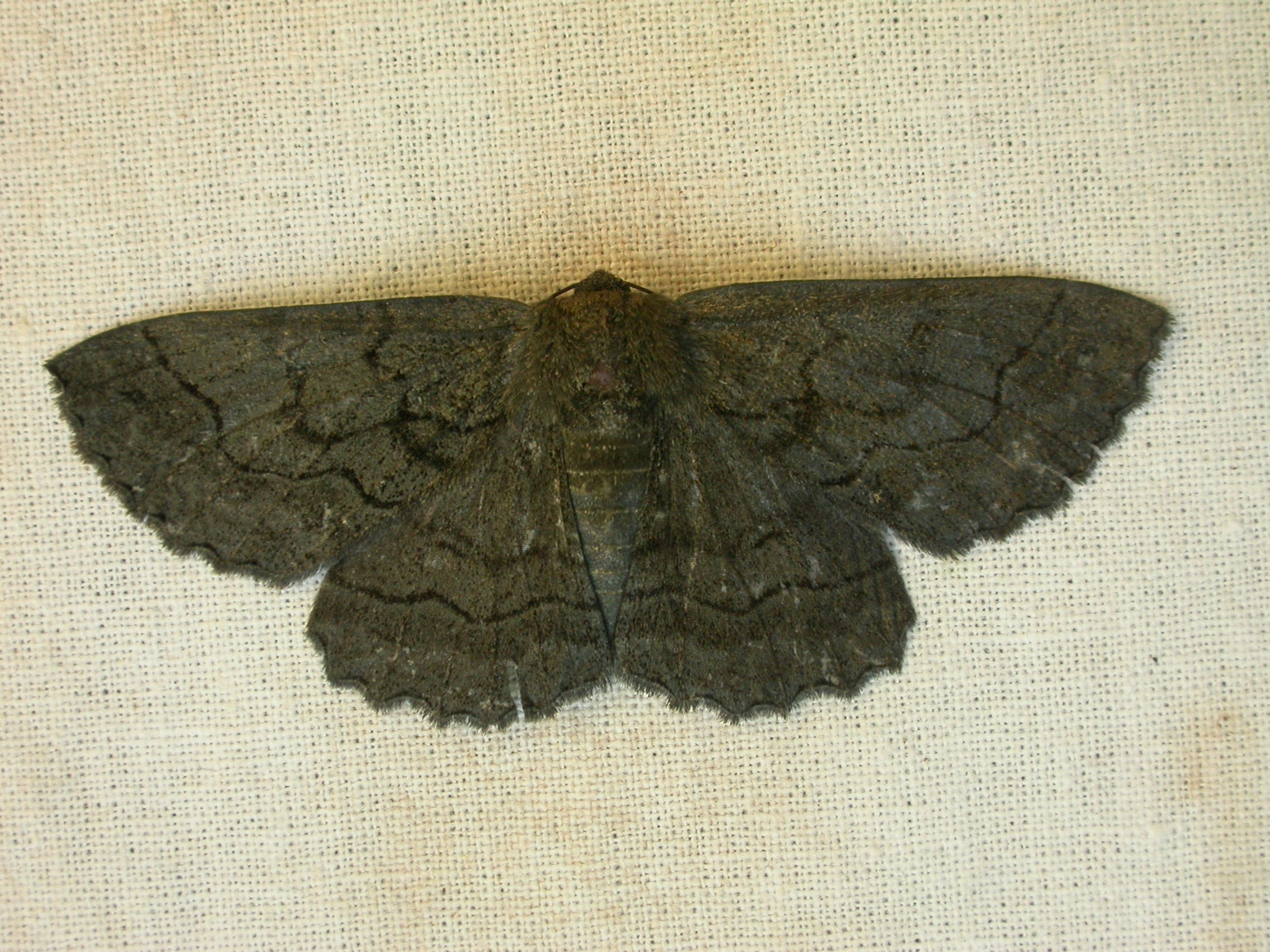